# Dolle Mina (Belgique)
Ne doit pas être confondu avec Dolle Mina.

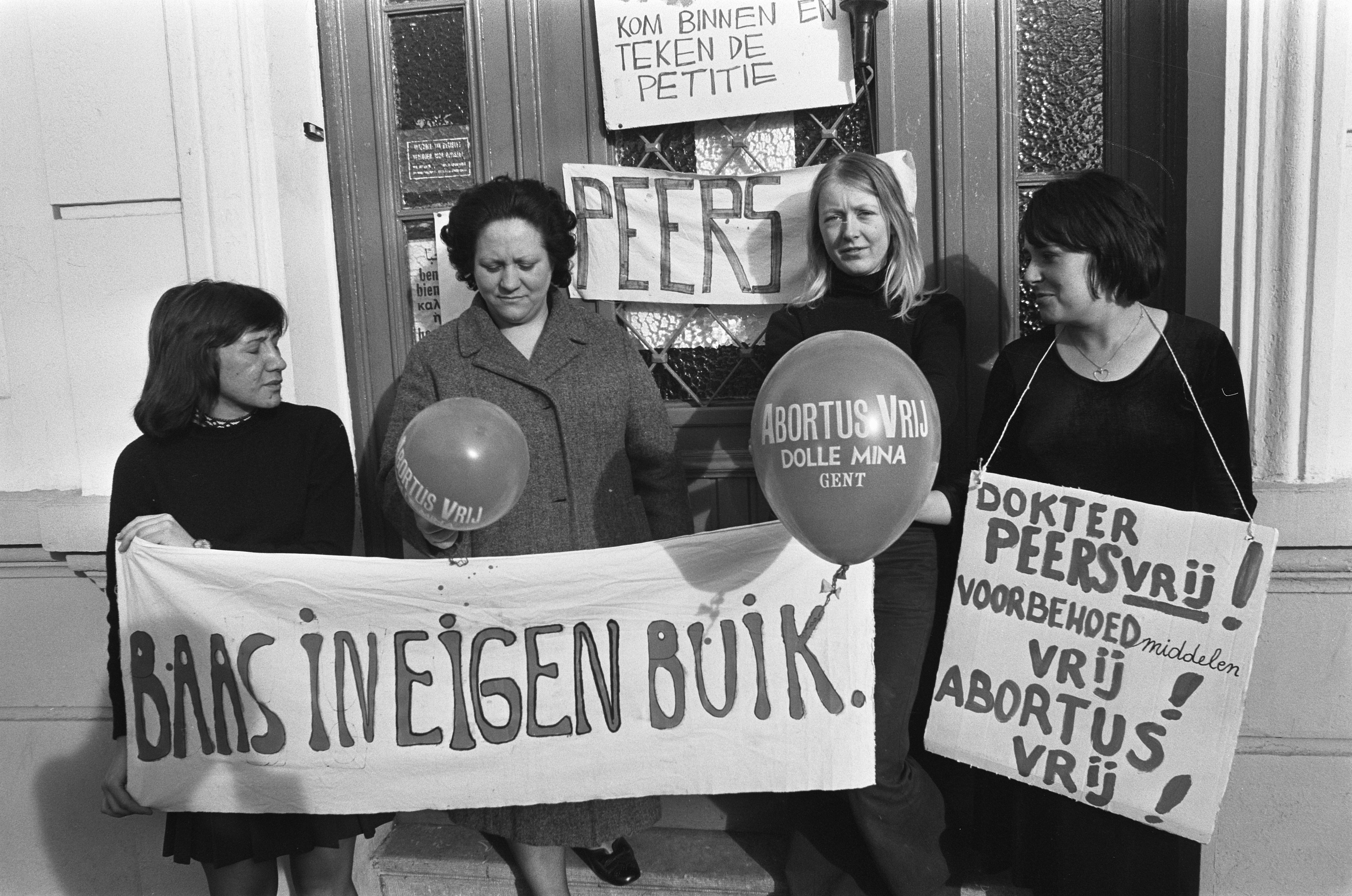
Campagne de Dolle Mina à Gand pour la liberté d'avorter, en 1973.

Dolle Mina est un groupe socialiste-féministe, fondé en 1970 en Belgique. Son nom, Mina la folle, provient du groupe néerlandais Dolle Mina du même nom. Son émergence marque le début de la deuxième vague féministe en Belgique.

## Origines
La deuxième vague féministe correspond à la renaissance du féminisme dans les années 1960, 1970 et 1980. Débutant aux États-Unis, l'action féministe s'étend en Europe. Elle suit la première vague féministe, de la fin du XIXe au début du XXe siècle.
Inspiré par le groupe néerlandais Dolle Mina, qui fait campagne pour la première fois en 1969, le premier groupe belge Dolle Mina se forme à Anvers. En janvier 1970, le groupe est présenté lors d'une conférence de presse au domicile de Marie-Rose (Roos) Proesmans (1943-2000), pionnière du mouvement. 
Une annonce, en février 1970, invite les femmes à rejoindre Dolle Mina Anvers. De nouveaux groupes se forment alors à Gand, Louvain, Ostende et Bruxelles. Bien que Dolle Mina n'ait ni structure hiérarchique, ni dirigeant officiel, quelques personnalités se démarquent, dont Roos Proesmans mais aussi Chantal De Smet (nl), Nadine Crappé, Ida Dequeecker et Moniek Darge. 

## Premières actions
Une des premières actions de Dolle Mina est l'occupation d'un bureau d'assurance à Anvers, qui n'autorise pas les employées féminines à fumer au travail, contrairement à leurs collègues masculins. Dolle Mina réclame « le droit au cancer du poumon, pour les femmes aussi ». Elle dénonce également les différences de salaires et les opportunités de promotion au sein de l'entreprise.  
L'action suivante, très médiatisée, est la perturbation du concours Miss Belgique, en 1971 à Anvers. Danielle Colardyn, membre du Front de Libération des Femmes (FLF), participe à l'élection comme agent infiltré et atteint l'étape finale du concours. Les Dolle Mina présentes dans la salle, montent sur scène en déployant une banderole « Stop à l'exploitation des femmes ». L'ensemble de l'événement est retransmis en direct à la télévision nationale. Une affiche « Miss Belgique = concours de bétail » est aussi distribuée. 
Parmi d'autres actions emblématiques, figurent l'enterrement symbolique de la seule crèche communale de Gand qui vient d’être fermée pour insalubrité, le dépôt d'une couronne mortuaire symbolisant les droits des travailleuses lors du défilé du 1er mai 1971 à Gand ou encore, la distribution de pilules contraceptives dans les rues d'Anvers en toute illégalité. 
Les actions de Dolle Mina apportent un style nouveau, plus radical, que le féminisme adoptera dans les années 1970, avec des actions ludiques et un ton ironique, destinés à attirer l'attention de la presse et à faire parler de leurs revendications. Ces actions sont très médiatiques et si, parfois, la presse se moque, elle leur apporte généralement un soutien. 

## Combats
Dolle Mina se bat pour la libération des femmes, économiquement, sexuellement, physiquement et politiquement. Pour offrir aux femmes des chances égales sur le marché du travail, Dolle Mina fait campagne pour un salaire égal à travail égal, une réduction du temps de travail pour tous à salaire égal et des services sociaux, la garde d'enfants, à tarif abordable et le libre accès à la contraception et l'éducation sexuelle. Jusqu'en 1973, la diffusion d'informations sur la contraception est interdite par la loi en Belgique. La légalisation de l'avortement (« Baas in eigen buik! », littéralement, « chef dans mon ventre ») est cependant leur principale revendication. Une militante de Dolle Mina, Anne Léger, est d'ailleurs arrêtée pour avoir eu en sa possession 150 brochures sur la contraception qui mentionnaient deux adresses de cliniques d'avortement aux Pays-Bas. Elle est finalement acquittée.  
Certaines des revendications de Dolle Mina ne sont pas nouvelles, elles sont déjà à l'ordre du jour du mouvement des femmes depuis un certain temps. Par exemple, la Katholieke Arbeidersvrouwen) (nl) (Femmes ouvrières catholiques, KAV), la Socialistische Vrouwen Vereniging (nl) (Femmes prévoyantes socialises, SVV) et le Nationale Vrouwenraad (Conseil national des femmes) travaillent déjà à l'amélioration du droit matrimonial, à la diffusion d'informations sur la planification familiale ou à l'égalité de rémunération pour un travail égal avant 1970. C'est surtout le langage radicalement nouveau et le style ludique de Dolle Mina mais aussi d'autres jeunes groupes, comme le Pluralistische Actiegroep voor Gelijke kansen van man en vrouw (Groupe d'action pluraliste pour l'égalité des chances entre hommes et femmes, PAG), le Front de libération des femmes et Marie Mineur, qui captent l'attention de la presse. Les revendications du mouvement des femmes sont ainsi à nouveau placées en tête de l'agenda social.

## Évolution
Contrairement à la plupart des groupes féministes de cette époque, les Dolle Mina sont mixtes. « Le problème féminin n’est pas un problème de femmes, disent-elles, c’est un problème de société. Une société qui n’accorde pas les mêmes droits à l’homme qu’à la femme n’est pas une société démocratique ». Le mouvement revendique également son indépendance et refuse d'être lié à d'autres groupes ou partis.
Les cellules Dolle Mina des différentes villes flamandes restent souvent informelles. La plupart d'entre elles sont éphémères. En 1974, seul Dolle Mina Gand est encore active.
À partir de 1977, Dolle Mina Gand rejoint la coordination Fem-soc, qui rassemble des groupes de femmes de gauche. Parmi les autres groupes qui participent à la coalition se trouvent : Linkse Vrouwen Oostende, Linkse vrouwen Brugge, Emanicpatie door Raad en Aktie, Groep Rooie Vrouwen Antwerpen et Wereldscholen Vrouwen Limburg. Ces groupes gardent leur autonomie mais unissent leurs forces sous le slogan « Pas de féminisme sans socialisme, pas de socialisme sans féminisme ». 
Dorénavant, Dolle Mina travaille de façon plus professionnelle et au-delà du niveau local, dans toute la Flandre. Après 1973, le groupe ne travaille pratiquement plus que sur  l'avortement et le chômage des femmes. Dans les années 1980, Dolle Mina Gand disparaît progressivement.

## L'héritage de Dolle Mina
Malgré sa brève période de gloire, Dolle Mina a eu peu d'influence directe sur les changements structurels mais a joué un rôle important dans le changement des mentalités. Le groupe a accéléré le mouvement des femmes et démocratisé le féminisme. En Belgique et aux Pays-Bas, les Dolle Mina sont l'incarnation du féminisme de la deuxième vague.

## Publications et archives
Dolle Mina Gent édite le magazine De Grote Kuis (le Grand nettoyage) entre 1973 et 1981 et un certain nombre de brochures : Vrouwen zijn geen voorwerpen (les femmes ne sont pas des objets), Kinderkribben, waarom (des crèches, pourquoi) et Vrouwen spreken : De vrouw in de produktiemaatschappij (des femmes parlent : la femme dans la société de production). 
Les groupes Fem-soc, de leur côté, publient Schoppenvrouw, de 1979 à 1992, qui devient le porte-parole des cercles progressistes et féministes.
Les revues sont accessibles et consultables gratuitement au Centre d'archives et de recherche pour l'histoire des femmes (Bruxelles) et à Amsab-Instituut voor Sociale Geschiedenis (Institut Amsab d'histoire sociale, AMSAB-ISG, Gand). L'AMSAB-ISG donne également accès aux archives de certaines personnalités de Dolle Mina Gand, dont Nadine Crappé et Chantal De Smet. Les dossiers de Dolle Mina Belgique peuvent être trouvés et consultés dans le centre  RoSa (Rol en Samenleving).
En Belgique francophone, les Marie Mineur, groupes créés par des ouvrières de Wallonie et le Front de Libération des Femmes se sont inspirés de Dolle Mina. 